# سفين ستويانوفيتش
سفين ستويانوفيتش (بالسويدية: Sven Stojanovic)‏ هو مخرج سويدي، ولد في 14 نوفمبر 1969 في أوربرو في السويد.

## وصلات خارجية
- سفين ستويانوفيتش على موقع IMDb (الإنجليزية)
- سفين ستويانوفيتش على موقع كينوبويسك (الروسية)